# 48 Wall Street
48 Wall Street aussi connu sous le nom de Bank of New York Bulding est un bâtiment construit en 1928 sur le terrain de la banque qui y était depuis 1797, sur le coin de Wall Street et William Street dans le quartier financier de New York. Elle a été inscrite au Registre national des lieux historiques en 2003.